# Fredric Brown
Fredric William Brown (n. 29 octombrie 1906, Cincinnati, Ohio – d. 11 martie 1972, Tucson, Arizona) a fost un scriitor american de literatură științifico-fantastică și polițistă.
A devenit faimos pentru povestirile extrem de scurte - deseori între 1 și 3 pagini - pline de umor și enigme, cu o intrigă ingenioasă și un final neașteptat. Una dintre povestirile sale, "Arena", a fost adaptată într-un episod al serialului de televiziune Star Trek.

## Viața
Fredric Brown s-a născut pe 29 octombrie 1906 în Cincinnati, Ohio, fiind singurul copil al lui Karl Lewis Brown și Emma Amelia Brown (născută Graham). Mama sa a murit pe când el avea doar 14 ani, iar tatăl lui un an mai târziu. Fredric Brown a rămas în grija unui unchi și, în vacanțele dintre anii școlari, a lucrat la compania de pantofi Potter. El a studiat la Universitatea Cincinnati și Colegiul Hannover din Indiana, unde a fost atras de cursurile de engleză și istorie.
Între 1929 Brown s-a căsătorit cu Helen Ruth. Cuplul a avut doi copii și, în perioada anilor '30, a locuit în Milwakee. Printre numeroasele slujbe pe care le-a îndeplinit, s-a numărat cele de stenograf, agent de asigurări sau bibliotecar. În 1936, Brown s-a angajat pe post de corector la Milwakee Journal și a început să scrie o serie de articole pentru The American Printer. Din cauza problemelor alergice ale unui dintre copii, familia Brown s-a mutat în Albuquerque pentru o perioadă de câțiva ani. Aici, Fredric Brown a lucrat la căile ferate din Santa Fe. Când a izbucnit Al Doilea Război Mondial a încercat să se înroleze, dar a fost respins din cauza problemelor de sănătate.
Mariajul cu Helen n-a fost unul fericit și s-a încheiat cu divorț în 1947. Un an mai târziu, Fredric Brown s-a căsătorit cu Elizabeth Charlier, pe care o cunoscuse la o petrecere. Între 1949 și 1952, cuplul a trăit în Taos, New Mexico, după care s-a mutat în California, unde alergiile și astmul lui Fredric Brown s-au înrăutățit. Acest lucru a determinat mutarea în Tucson, Arizona, o zonă recunoscută pentru climatul ei uscat. Cu toate acestea, la începutul anilor '60 starea de sănătate a lui Brown s-a deteriorat rapid, situație la care s-au adăugat consumul excesiv de alcool și incapacitatea de a mai scrie. Fredric Brown a decedat pe 11 martie 1972.

## Cariera scriitoricească
La fel ca mulți contemporani de-ai săi, Brown a început să scrie povestiri pentru revistele pulp din anii '30-'40. Primele povestiri publicate au fost polițiste: "The Moon for a Nickel" (apărută în numărul din martie 1938 al publicației Detective Stories) și "Monday's an Off Night" (februarie 1939, Detective Yarns). Faima i-a fost adusă de povestirile SF și fantasy pe care a început să le publice ulterior, în special în revistele Weird Tales și Unknown.
După o lungă ucenicie, în timpul căreia a publicat peste 300 de povestiri în Detective Tales, Dime Mistery și alte reviste, Brown a scos pe piață primul său roman polițist, The Fabulous Clipjoint (1947). Cartea a primit premiul Edgar pentru cel mai bun roman din partea Mystery Writers of America. Printre romanele polițiste publicate ulterior de Brown se numără și The Screaming Mimi (1949), ecranizat în 1958 de Gerd Oswald, cu Anita Ekberg și Gypsy Rose Lee în rolurile principale, sau Night of the Jabberwock, o incursiune în lumea creată de Lewis Carroll în Alice în Țara Minunilor.
Creațiile SF ale lui Brown s-au caracterizat prin umor și răsturnări de situație. Povestirea "Arena" a fost inclusă de organizația SFWA în topul celor mai bune 20 de povestiri SF scrise înainte de 1965. Philip K. Dick a apreciat povestirea lui Brown "The Waveries" (1945), iar "Bătaia la ușă" este binecunoscută pentru începutul care formează o povestire în sine, cu o lungime de doar două propoziții. Alte creații reprezentative pentru acest gen sunt What Mad Universe (1946), Martians, Go Home (1955), sau volumul de povestiri Atingerea spațiului.
În anii '60, odată cu deteriorarea sănătății, cariera scriitoricească a lui Brown a intrat într-un con de umbră. În acea perioadă a colaborat la scrierea unui scenariu cu regizorul Roger Vadim și actrița Jane Fonda. Ultima sa povestire, scrisă în colaborare cu Carl Onspaugh, a fost "Eine Kleine Nachmusik" (1965).

## Opera
Romanul său clasic What Mad Universe (1949) este o parodie a convențiilor povestirilor pulp-SF. El reprezintă atât o critică a propriului gen, cât și un exemplu despre cum ar putea fi făcut acesta mai bun. Martians, Go Home (1955) este, în același timp, o farsă la scară largă și o satiră a debilității văzută prin ochii miliardelor de marțieni răutăcioși și invulnerabili sosiți nu pentru a conduce lumea, ci pentru a o scoate din minți.
The Lights in the Sky Are Stars (1952) relatează povestea unui astronaut care încearcă să-și reia programul spațial după ce Congresul i-a tăiat fondurile - o predicție corectă a situației actuale a programelor spațiale, făcută într-o vreme în care mulți scriitori SF preferau să ignore sau să minimizeze aspectele financiare ale zborului spațial.
Una dintre cele mai faimoase povestiri ale sale, "Arena", a stat la baza episodului omonim din seria originală Star Trek. De asemenea, există o serie de similitudini între povestire și episodul "Fun and Games" (1964) al serialului de televiziune The Outer Limits.
Primul roman polițist al lui Brown, The Fabulous Clipjoint, a câștigat premiul Edgar pentru debut. El a constituit începutul unei serii despre Ed și Ambrose Hunter și descrie modul în care un tânăr se transformă progresiv în detectiv sub îndrumarea unchiului său, fost detectiv privat.
Cărțile lui Brown fac apel deseori la supranatural și elemente oculte înaintea explicației raționale de la sfârșit. Un exemplu în acest sens îl constituie Night of the Jabberwock, o istorie bizară și amuzantă despre o zi extraordinară din viața unui editor de ziar dintr-un mic orășel.
Extrem de apreciate au fost și două romane sumbre care amintesc de opera lui Cornell Woolrich: The Far Cry și The Screaming Mimi. The Lenient Beast a atras și el atenția prin experimentarea perspectivele multiple ale personajelor (printre care se numără și cea a unui ucigaș în serie blând și foarte credincios), precum și prin examinarea tensiunilor rasiste dintre albii și latinii din Arizona, un lucru mai puțin obișnuit în romanele anilor '50.
Și mai multe experimente stilistice sunt prezente în Here Comes a Candle, roman în care secțiunile narative firești alternează cu un anunț radiofonic, un scenarii, o transmisiune sportivă, o emisiuni de televiziune, o piese de teatru și un articol de ziar.
Brown a scris și câteva povestiri despre Satana și activitățile sale din Iad.
Multe dintre povestirile sale SF numără mai puțin de 500-1.000 de cuvinte.

## Popularitate și influență
Ayn Rand îl ridică în slăvi pe Brown în cartea ei The Romantic Manifesto, iar faimosul scriitor pulp Mickey Spillane l-a numit „scriitorul meu preferat din toate timpurile”. Scriitorul de SF și fantasy Neil Gaiman și-a exprimat aprecierea pentru opera lui Brown, romanul acestuia Here Comes A Candle fiind citit de personajul Rose Walker BD-ul The Kindly Ones din seria The Sandman. În cadrul aceleiași serii, în povestirea "The Sandman: Dream Country" apare personajul Frederick Brown, care afirmă că ar fi scris "Here Comes a Candle". În romanul grafic al lui Neil Gaiman, Frederick Brown este un scriitor îmbătrânit ale cărui realizări trecute sunt atribuite muzei Calliope, pe care ar fi încuiat-o în casa lui.
Brown a avut onoarea de a fi una dintre cele trei persoane căreia Robert A. Heinlein i-a dedicat cartea Străin în țară străină (celelelalte două fiind Robert Cornog și Philip Jose Farmer) .
Povestirea lui Brown "Naturally" a fost ecranizată de Guillermo del Toro în scurt-metrajul Geometria.

### Science fiction
Romane
- What Mad Universe (1949)
- The Lights in the Sky Are Stars (1953) - publicat și cu titlul Project Jupiter
- Martians, Go Home (cu sensul de Marțieni, cărați-vă acasă![19], 1955,  ecranizat în 1990 în filmul omonim, cu Randy Quaid și Margaret Colin)
- Rogue in Space (1957)
- The Mind Thing (1961)

Culegeri de povestiri
- Space on My Hands (1953)

ro. Atingerea spațiului - editura Nemira, 1996
- Angels and Spaceships (1954) - publicată și cu titlul Star Shine
- Honeymoon in Hell (1958)

ro. Arena - editura Nemira, 1999
- Nightmare and Geezenstacks (1961)
- Daymares (1968)
- Paradox Lost, and Twelve Other Great Science Fiction Stories (1973)

ro. Paradoxul pierdut - editura Nemira, 1993
- The Best of Fredric Brown (1976)
- The Best Short Stories of Fredric Brown (1982)
- And the Gods Laughed (1987)
- From These Ashes: The Complete Short SF of Fredric Brown (2001)
- Martians and Madness (2002)

### Literatură polițistă
Seria Ed and Am Hunter
- The Fabulous Clipjoint (1947)
- The Dead Ringer (1948)
- The Bloody Moonlight (1949) - apărut și cu titlul Murder in Moonlight
- Compliments of a Fiend (1950)
- Death Has Many Doors (1951)
- The Late Lamented (1959)
- Mrs. Murphy's Underpants (1963)

Alte romane
- Murder can be Fun (1948) - apărut și cu titlul A Plot for Murder
- The Screaming Mimi (1949)
- Here Comes a Candle (1950)
- Night of the Jabberwock (1950)
- The Far Cry (1951)
- We All Killed Grandma (1952)
- The Deep End (1952)
- Madball (1953)
- His Name Was Death (1954)
- The Wench Is Dead (1955)
- The Lenient Beast (1956)
- One for the Road (1958)
- Knock Three-One-Two (1959)
- The Murderers (1961)
- Five-Day Nightmare (1962)

Culegeri de povestiri
- Mostly Murder (1953)
- The Shaggy Dog and Other Murders (1963)
- Carnival of Crime (1985)

Ediții omnibus
- 4 Novels (1983) - ediție omnibus care conține
  - The Fabulous Clipjoint
  - Knock Three-One-Two
  - Night of the Jabberwock
  - The Screaming Mimi
- Hunter and Hunted: The Ed and Am Hunter Novels, Part One (2002) - ediție omnibus care conține
  - The Fabulous Clipjoint
  - The Dead Ringer
  - The Bloody Moonlight
  - Compliments of a Fiend.

### Non-ficțiune
- The Office (1958)

### Alte opere
În 1984, Dennis McMillan Publications a început publicarea unei serii de ediții limitate intitulată Fredric Brown in the Detective Pulps, care conținea materiale necolectate anterior scrise de Brown: povestiri polițiste și SF, poezie, romane neterminate.
În 2011, Galactic Central Publications a publicat un volum care include articolele scrise de Brown între 1937 și 1946 sub titulatura The Proofreader's Page.
- Homicide Sanitarium (1984)
- Before She Kills (1984)
- Madman's Holiday (1984)
- The Case of the Dancing Sandwiches (1985)
- The Freak Show Murders (1985)
- Thirty Corpses Every Thursday (1986)
- Pardon My Ghoulish Laughter (1986)
- Red is the Hue of Hell (1986)
- Sex Life on the Planet Mars (1986)
- Brother Monster (1987)
- Nightmare in Darkness (1987)
- Who was that Blonde I Saw You Kill Last Night? (1988)
- Three-Corpse Parley (1988)
- Selling Death Short (1988)
- Whispering Death (1989)
- Happy Ending (1990)
- The Water-Walker (1990)
- The Gibbering Night (1991)
- The Pickled Punks (1991)
- The Proofreaders' Page and Other Uncollected Items (2011)

## Ecranizări
Mai multe scrieri ale lui Brown au fost ecranizate de-a lungul timpului:
- 1946 - Crack-Up, film noir regizat de Irving Reis - bazat pe Madman's Holiday
- 1955 - Alfred Hitchcock prezintă, serial TV - patru episoade
- 1958 - Screaming Mimi - bazat pe romanul omonim
- 1960 - Thriller (serial TV) - episodul Knock Three-One-Two,  bazat pe romanul omonim
- 1964 - Historias para no dormir (serial TV)
- 1966 - Star Trek: Seria originală (serial TV) - episodul Arena, bazat pe povestirea omonimă
- 1970 - L'uccello dalle piume di cristallo- regizat de Dario Argento,  bazat pe romanul The Screaming Mimi
- 1975 - L'ibis rouge, regia Jean-Pierre Mocky - bazat pe Knock Three-One-Two
- 1981 - Darkroom, serial TV
- 1990 - Ne-am săturat de marțieni!, regia David Odell - bazat pe povestirea omonimă
- 1992 - Vieille canaille, regia Gérard Jourd'hui - bazat pe His Name Was Death
- 1998 - Ça ne se refuse pas, regia Eric Woreth
- 2001 - La bête de miséricorde, regia Jean-Pierre Mocky - bazat pe romanul The Lenient Beast
- 2005 - Ember a tükörben, scurtmetraj regizat de Attila Gigor

## Premii
- Cordwainer Smith Rediscovery Award, în 2012